# Kadaň
Kadaň (tyska Kaaden) är en stad i Tjeckien.   Den ligger i regionen Ústí nad Labem, i den nordvästra delen av landet, 90 km väster om huvudstaden Prag. Kadaň ligger 302 meter över havet och antalet invånare är 18 759.
Terrängen runt Kadaň är kuperad åt nordväst, men åt sydost är den platt.Runt Kadaň är det ganska tätbefolkat, med 72 invånare per kvadratkilometer. Närmaste större samhälle är Chomutov, 13,7 km nordost om Kadaň. Trakten runt Kadaň består till största delen av jordbruksmark.